# 칼마르 동맹
칼마르 동맹(덴마크어, 노르웨이어, 스웨덴어: Kalmarunionen, 라틴어: Unio Calmariensis, 1397년 ~ 1523년) 또는 스칸디나비아 왕국은 덴마크, 스웨덴, 노르웨이 3국의 국가연합체이다.
노르웨이 왕 호콘 6세의 왕비 마르그레테 1세는 그녀의 부왕인 발데마르 4세와 그녀의 남편 호콘의 사후, 그 아들 올라프에게 덴마크와 노르웨이 양국의 왕을 겸하게 했으나, 실권은 자신이 쥐어 실질적으로 양국의 여왕으로 군림하였다.
마르그레테는 스웨덴 왕 알베르트에게 불만을 품은 반란군과 손을 잡아 알베르트를 격파하고, 올라프의 사후 노르웨이 왕위에 오른 에리크 7세를 스웨덴 왕위에 추대하였다(1389).
이어 1397년에 스웨덴의 동남부에 있는 칼마르에서 3국의 귀족회의를 개최하고, 3국의 연합을 결의하게 했다. 이에 칼마르 동맹이 성립되어 유럽 최대의 왕국이 수립되었다. 이 동맹의 주도권은 덴마크가 잡고, 나머지 국가는 그 종속적 지위에 놓였다.
15세기 중엽부터 이에 불만이던 스웨덴에 독립의 기운이 일어나 연합은 약체화되었다. 특히 1520년 11월 스톡홀름을 점령한 덴마크 군대가 스웨덴의 귀족들을 학살한 스톡홀름 피바다 사건을 계기로 스웨덴에서는 독립을 요구하는 목소리가 높았다. 구스타브 바사(구스타브 1세 바사)가 이끄는 스웨덴 반란군이 스웨덴 해방 전쟁에서 크리스티안 2세를 격파하여, 1523년 독립을 달성하고 동맹은 해체되었다.

## 참고 자료
- 이 문서에는 다음커뮤니케이션(현 카카오)에서 GFDL 또는 CC-SA 라이선스로 배포한 글로벌 세계대백과사전의 내용을 기초로 작성된 글이 포함되어 있습니다.